# Txatxalaca de plana
La txatxalaca de plana (Ortalis vetula) és una espècie d'ocell de la família dels cràcids (Cracidae). Aquest txatxalaca habita les zones de matoll i arbusts al vessant del Carib, des del sud de Texas, a través de Mèxic (incloent la Península del Yucatán) i Amèrica Central, fins a Nicaragua.